# Gerhard Zadrobilek

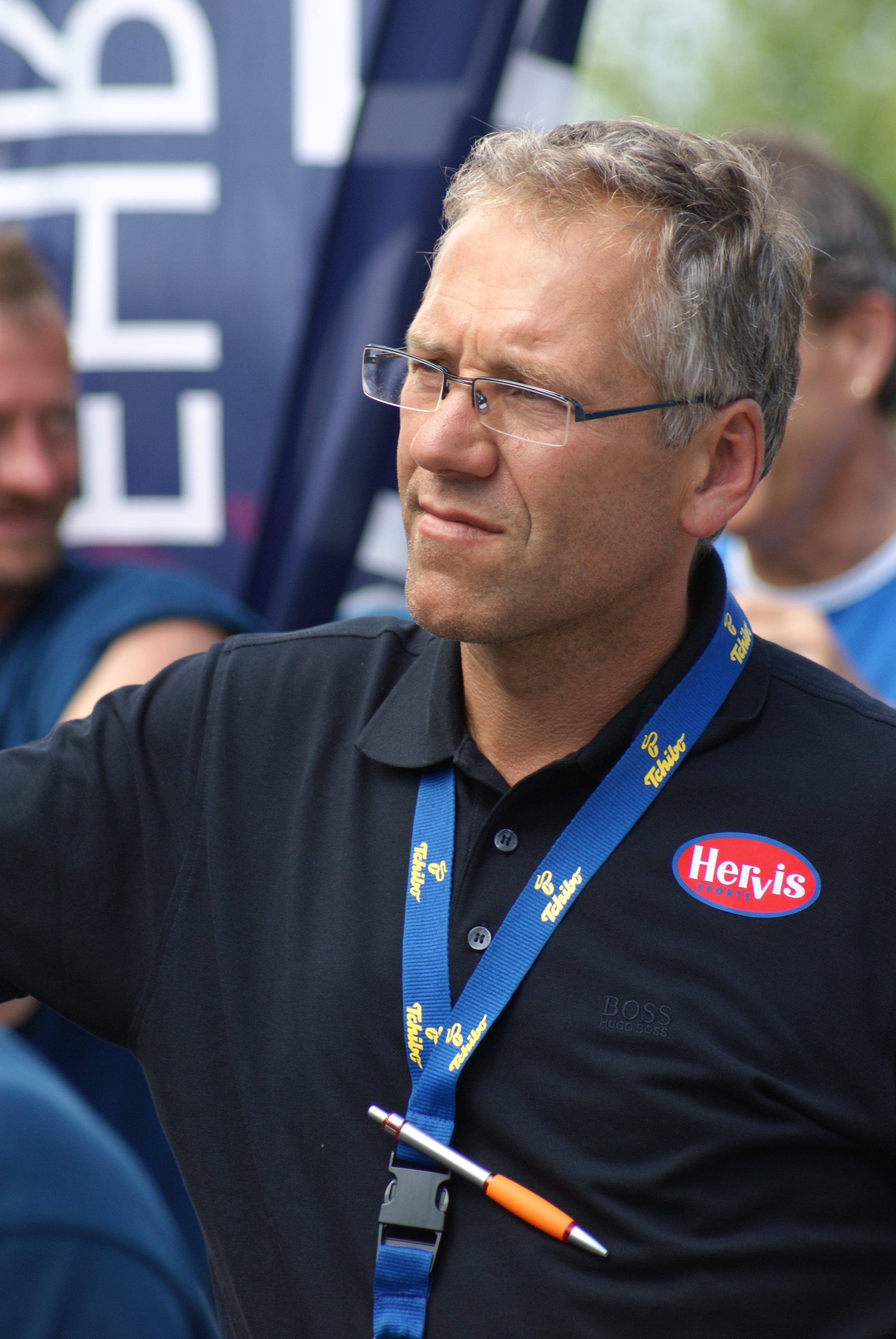
Gerhard Zadrobilek 2009

Gerhard Zadrobilek (* 23. Juni 1961 in Breitenfurt, Niederösterreich) ist ehemaliger österreichischer Radprofi.
1981 wurde er mit 19 Jahren der bis heute jüngste Sieger der Österreich-Rundfahrt. Es folgten 14 Profijahre. Als Höhepunkte seiner Karriere sind die Teilnahmen an den großen Rundfahrten, nämlich sechsmal Giro d’Italia und dreimal Tour de France zu nennen. Dabei erreichte er bei der Tour de France 1987 als seine beste Platzierung den 14. Platz. Er erreichte quasi auf sich allein gestellt (mit dem Italiener Stefano Allocchio) als einzige „finisher“ ihres Teams Paris. Im Jahr 1989 überraschte er die Fachwelt mit dem Sieg beim Weltcuprennen in San Sebastian. 1991 wechselte er vom Profi-Straßenradsport zum Mountainbike, Weltcupsiege in Deutschland und Kanada folgten. Zadrobilek ist der erste Radsportler der Welt, der jeweils ein Straßen- und ein Mountainbike-Weltcuprennen gewann.
Nach der aktiven sportlichen Laufbahn ist er heute ein anerkannter Wirtschaftstrainer, Landwirt und Autor, er lebt im Wienerwald.